# Батанова, Елена Борисовна
Елена Борисовна Батанова (род. 24 июля 1964, Москва) — советская фигуристка. Выступала в паре с Алексеем Соловьёвым. Они — двукратные чемпионы мира среди юниоров 1980 и 1981 годов, чемпионы СССР 1984 года. Ранее, выступая в паре с Андреем Антоновым, Елена Батанова становилась серебряным призёром чемпионата мира среди юниоров.

## Биография

### Карьера
Родилась в семье футболиста Бориса Батанова. Мама Елены была фигуристкой, а после окончания спортивной карьеры долгое время танцевала в «Московском балете на льду» . Она часто брала дочь в поездки, и все постановки этого ансамбля Елена с детства знала чуть ли не наизусть. По собственному признанию Елена в четыре года уже стояла на коньках.
Первый партнёр — Андрей Антонов. С ним Елена Батанова в 1979 году становилась серебряным призёром чемпионата мира среди юниоров.
Следующим партнёром Елены стал Алексей Соловьёв, с которым они вышли на «взрослый» уровень. Эта пара два раза подряд выигрывала Чемпионат мира по фигурному катанию среди юниоров, а в 1984 году они стали чемпионами СССР.

### Личная жизнь
Замужем за известным хоккеистом Игорем Ларионовым. В семье трое детей: Алёна (род. 1987, Москва), Дайана (род. 1991, Ванкувер), Игорь (род. 1998, Детройт).

### Награды и звания
- Мастер спорта СССР международного класса.

## Спортивные достижения
(с А. Соловьёвым)
| Соревнование/Сезон            | 1979/80 | 1980/81 | 1981/82 | 1982/83 | 1983/84 | 1984/85 |
| ----------------------------- | ------- | ------- | ------- | ------- | ------- | ------- |
| Чемпионаты мира среди юниоров | 1       | 1       |         |         |         |         |
| Чемпионаты мира               |         |         |         | 8       | 7       |         |
| Чемпионаты СССР               |         |         |         | 4       | 1       |         |
| Турниры «NHK Trophy»          |         |         |         | 1       |         | 2       |

(с А. Антоновым)
| Соревнование/Сезон            | 1978/79 |
| ----------------------------- | ------- |
| Чемпионаты мира среди юниоров | 2       |